# Motor hidraulic

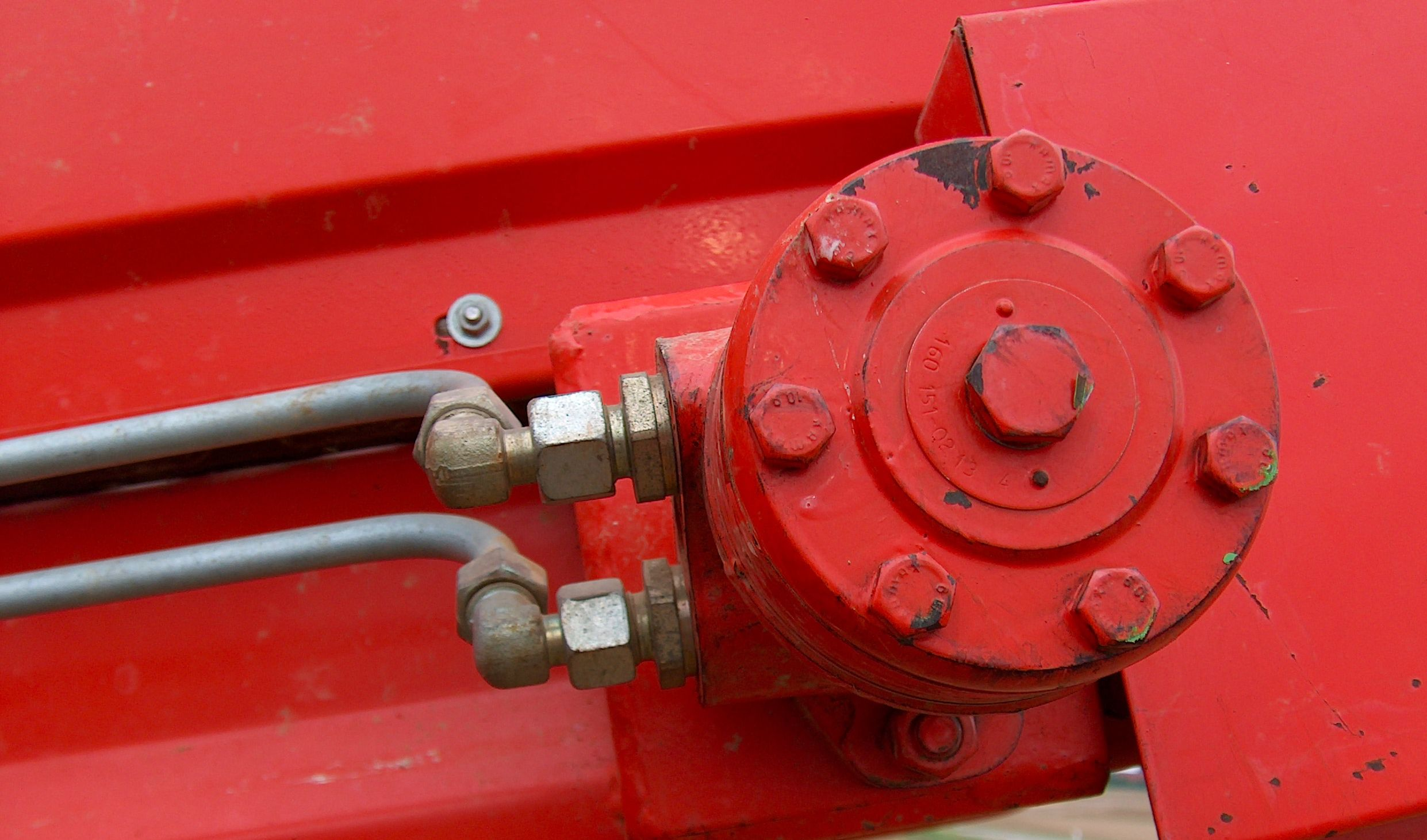
Motor hidraulic

Un motor hidraulic este o mașină hidraulică de forță care transformă energia unui lichid în energie mecanică a unor corpuri solide folosind în acest scop pistoane, roți dințate, rotoare cu palete.
Motoarele hidraulice pot fi liniare sau rotative. Cele liniare se numesc cilindri hidraulici și utilizează presiunea unui lichid pentru a realiza o mișcare liniară a unui corp solid iar cele rotative utilizează presiunea unui lichid pentru a realiza o mișcare de rotație a unui corp solid.
Motoarele hidraulice (numite și hidromotoare) sunt mașini reversibile, adică dacă se aplică asupra lor energie mecanică, o transferă lichidului, ridicându-i presiunea. Dacă fluidul este apa, efectul este creșterea energiei sale  hidraulice.